# Dino Dolmagić
Dino Dolmagić (Kirin Serbia: Дино Долмагић; sinh 26 tháng 2 năm 1994) là một tiền vệ bóng đá Serbia, thi đấu cho Javor Matis.